# Exline
Exline är en ort i Appanoose County i Iowa. Vid 2010 års folkräkning hade Exline 160 invånare.